# Xorides rufipes
Xorides rufipes là một loài tò vò trong họ Ichneumonidae.